# Shawnee
Los shawnee pertenecen a una tribu amerindia que habla una de las lenguas algonquinas, también llamada sawanogi, cuyo nombre proviene de shawun (meridional) o bien de sewan (ácido). Se dividían en 13 clanes patriarcales y cinco subdivisiones: chalaakaatha o chillicothe, thawikila, mikochi o mequachake, pekowi o piqua y kishpoko o kiscopocoke. Actualmente se dividen en tres subtribus: Absentee, Loyal y Eastern.

## Localización
Vivían en la cuenca del río Cumberland, en Tennessee y parte de Pensilvania, Carolina del Sur y Ohio. Tras diversas vicisitudes, se dividieron en tres bandas:
- Absentee, también llamados Lisinwiwi, descendientes de los que fueron en 1803 a Oklahoma y Texas con los españoles. Tomaron este nombre en 1872. Viven en Oklahoma y son los únicos que tienen estatuto federal reconocido de tribu.
- Loyal, descendientes de los Black Bob Band que se unieron a los cherokee en 1869. También viven en Oklahoma.
- Eastern, descendientes de los que vivían en Lewingstone (Ohio) y en 1831 se trasladaron con los seneca a Oklahoma.

Otros se unieron a los sioux y a los tuscarora de Nueva York.

## Demografía
Hacia 1735 posiblemente eran entre 3.000 y 4.000 individuos. En 1811 llegaron a 20.000 gentes pero su número se redujo tras la guerra con los colonos estadounidenses. En 1960 había oficialmente 2250, de los cuales unos 730 estaban en Oklahoma. Hacia 1990 eran unos 12.350 shawnee, de los cuales 2.800 eran absentee y 1.500 eastern. Su lengua, sin embargo, era sólo hablada por 200 individuos en 1980.
Según datos de la BIA de 1995, en la reserva de los Absentee Shawnee (Agencia Shawnee) de Oklahoma vivían 1.025 individuos (2.952 en el rol tribal) y en la reserva Eastern Shawnee (Agencia Miami) unos 463 individuos (1.766 en el rol tribal).
Según el censo de 2000, había un total de 1.987 absentee, 1.407 eastern y 7.608 shawnee, en total 11.001 individuos, sin contar unos 1.182 shaawnee-cherokee.

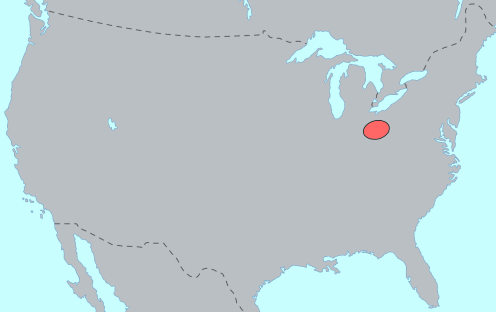
Tierras originarias de los shawnee.

## Costumbres
Durante el verano vivían en cabañas de troncos cubiertos de corteza, agrupadas en grandes poblados, cerca de los campos en que cultivaban maíz y de caminos intercomunitarios bien cuidados, con un sistema de clanes tribales muy importante. Estaban relacionados lingüística y culturalmente con los sauk, fox y kikapú.
Socialmente se dividían en cinco divisiones mayores, con clanes patriarcales de linajes similares a los de los omaha, y jefatura hereditaria por experiencia y méritos guerreros. De las cinco divisiones derivaban los nombres de los poblados, y cada uno tenía diversas ocupaciones según el rango:
- Chalaakaathe y Thawakila, las dos dominantes, de la política.
- Mikochi, de la salud y la alimentación.
- Pekowi, de los asuntos religiosos.
- Kishpoko, de los asuntos militares.

También se dividían en 13 clanes: M'-wa-wä' (lobo), M'-se'-pa-se (pantera), M'-ath-wa' (mochuelo),Pa-la-wä‘ (gallo), Pe-sa-wä‘ (caballo), Na-ma-thä' (Tortuga), Pä-täke-e-no-the' (Conejo), Psake-the' (gamo), Ma-na-to' (serpiente), M'-kwä' (oso), Sha-pä-ta' (mapache), We-wä'-see (buitre) y Ma-gwä' (somorgujo gris). 
Las mujeres cultivaban el maíz mientras los hombres cazaban búfalos y otros animales. En invierno se dividían en pequeñas bandas de caza.
Religiosamente, creían que fueron creados por Kokumthena (“Nuestra abuela”), de la cual descendieron todos los shawnee, y su religión, similar a la de los otros algonquinos, se basaba en el manitu o poderes sobrenaturales de carácter animista.
Cada poblado tenía una Msikamelwi (Casa de Consejo), empleada para realizar los ceremoniales de purificación de los guerreros, y otras ceremonias como la aparición de la primavera, el nacimiento del trigo, la siembra y las danzas del otoño.

## Historia
Según la tradición lenape del Walam Olum, vivían en el valle del Ohio, de donde fueron expulsados por la Confederación Iroquesa. De aquí les viene el nombre, “meridional”. 
El grupo principal se dividió en 1669 en la costa de Georgia en dos bandas, la del río Savannah (Carolina del Sur, de cuyo nombre proviene el suyo propio, Shawano), y la del río Cumberland (Tennessee). 
En 1670 contactaron con los primeros europeos, los franceses Jolliet y Marquette. Entre 1674 y 1763 contactaron comercialmente con españoles y franceses, y en 1707 marcharon al Susquehanna (Pensilvania) con los lenape; otro grupo, llamado sawanogi, se estableció entre los creek, presionados desde 1707 por los cherokee y catawba. 
Los de Cumberland fueron al Norte en 1714 después de luchar en Tennessee con cherokee y chickasaw, y ayudaron a los lenape contra los franceses. Los mismos, en 1725 se establecieron en el valle del Ohio, pero en 1735 se vieron obligados a hacer la paz con los iroqueses. De aquí, en 1754-1760, se les unieron los de Susquehanna en el éxodo de los lenape desde Pennsylvania.
Durante la Guerra Franco-india (1756-1763) ayudaron a los franceses, pero se opusieron totalmente a la colonización blanca al oeste de los Apalaches. Su caudillo Cornstalk (1720-1777) luchó contra los virginianos en 1759-1763, pero fue amigo de los blancos hasta 1774, cuando se rebeló y les venció el 10 de octubre de 1774 en Point Pleasant; firmó la paz con Lord Dunmore, pero fue asesinado por los colonos en 1777, razón por la cual los shawnee ayudaron a los británicos durante la Revolución. En 1782 algunos de ellos fueron masacrados con los lenape cristianos en Gnadenhutten (Ohio), lo cual provocaría que ayudasen a los británicos durante la Guerra de Emancipación, lo que provocó que en 1793 marchasen de Ohio hacia el Oeste (Missouri).
En 1774 el caudillo Blue Jacket se aliaría con el jefe de los mingo Talgyatta o Logan (mezcla de cayuga y shawnee), y con los jefes Pucksinwah y Checsauka participaron primero en la Guerra de Dunmore y después en la de Emancipación de los EE.UU.
El 13 de agosto de 1793 el Consejo Federado Indio (del cual formaban parte), comandado por el jefe shawnee Blue Jacket o Weyapiersenwah (quien en 1778 hizo prisionero al famoso explorador Daniel Boone), decidió no ceder ni vender las tierras de Kentucky y Ohio, pero sus 1.400 guerreros fueron vencidos por los 3.600 soldados de “Mad” Anthony Wayne en Fallen Timbers (1794). Por este motivo, el 3 de agosto de 1795 hubieron de aceptar el vergonzoso Tratado de Greenville, por el cual hubieron de trasladarse hacia Indiana, aunque con libertad para cazar en las tierras cedidas a los EE.UU.
Allí, en 1795 fue sucedido en la jefatura por Tecumseh (1768-1813), joven guerrero con ideas panindias influidas por Pontiac. Su hermano tuerto Laulewasika (1775-1836) desde 1805 tuvo visiones de carácter reformista religioso, similares a las del seneca Handsome Lake, y cambió su nombre por Tenskwatawa (Puerta abierta) y fue conocido como un “Shawnee Prophet”; entonces intentó dar conciencia india a todas las tribus. Cuando los EE.UU. compraron Luisiana a los franceses en 1803, toda la región shawnee cayó en sus manos. Un grupo de shawnee iría en 1803 hacia Oklahoma y Texas con los españoles, y fueron el origen de los Absentee, pero el grupo principal, comandado por Tecumseh, el sauk y fox Black Hawk y caudillos de otras tribus algonquinas, preparó una rebelión a gran escala.
Tecumseh quería crear un gran estado panindio entre el valle del Ohio y los grandes lagos, bajo protectorado británico. Ya en 1795 había viajado por Minnesota, Tennessee y Wisconsin para convencer a las diferentes tribus (odawa, chippewa, creek, cherokee, choctaw, Confederación Iroquesa, potawatomi, catawba, etc) de las ventajas de un mando único para vencer definitivamente a los blancos. Pero en 1809 el general William Henry Harrison compró tierra india ilegalmente e inició el conflicto. Tecumseh viajó a todas las tribus para convencerles a que se uniesen a la revuelta, y en la Convención de Tallapoosa de 1811 consiguió concentrar 5.000 indios donde les convenció que “la tierra pertenecía a todos, para el uso de cada cual” y “que muera la raza blanca. Ellos nos roban las tierras; corrompen a nuestras mujeres, pisan las cenizas de nuestros muertos. Hay que devolverlos con un rastro de sangre al lugar de donde vinieron”; entonces Harrison y sus soldados acamparon provocativamente al lado de los indios, concentrados en Tippecanoe el otoño de 1811. Desobedeciendo las consignas de su hermano, Tenskwatawa atacó el campamento de Harrison y fue estrepitosamente derrotado.
Esto empujaría a Tecumseh a retirarse a Canadá y a dar apoyo a los ingleses en la Guerra de 1812. Sin embargo, pronto se desengañaría y moriría luchando en la batalla de Thames (1813). El 28 de julio de 1814 los shawnee firmarían un nuevo tratado por el cual se comprometían a ayudar a los EE.UU. contra Gran Bretaña, y a cambio se les reconoció como nación soberana. Por el nuevo tratado de 29 de septiembre de 1819, sus tierras no quedaron sujetas a impuestos. Tenskwatawa, desde entonces, quedó muy desprestigiado, de manera que en 1828 acompañó a su tribu a Kansas. En 1832 fue pintado por George Catlin. 
En 1825 el grupo de Cape Girardeau (Missouri) o Black Hoof Band, instalado desde 1793 en tierras cedidas por España cuando poseía Luisiana, cedió sus tierras a los EE.UU. y fue hacia Kansas, donde les seguiría el resto de la tribu tras la Indian Removal Act de 1831. La nueva reserva era próspera, pero en 1854 fueron obligados a venderla e irse a una pequeña reserva en Oklahoma, que hubieron de vender después de la guerra de secesión (1861-1865) a causa del asentamiento blanco.
El grupo Absentee estaba asentado en la boca del río Little, en ambas orillas del río Canadian (Oklahoma); en 1854 se le unieron algunos shawnee de Kansas, metodistas y simpatizantes de los Estados Confederados de América. Esto les dividiría durante la Guerra Civil de los Estados Unidos, y unos ayudaron a un bando y otros al contrario. Por el Ómnibus Treaty firmado con los EE.UU. en 1867 se les permitió asentar en las orillas del Canadian, cerca de la reserva Potawatomi (Potawatoni County, Oklahoma); por otro lado, en 1869 unos 700 de la Black Bob marcharían con los cherokee a Oklahoma, a los cuales comprarían el derecho de ciudadanía. Estos son el origen de los LOYAL, también conocidos como Cherokee Shawnee.
Los de Ohio o Eastern fueron reducidos en 1813 a las reservas de Wapakometa, Hog Creek y Lewingston. Los habitantes de las dos primeras marcharon a Kansas (reserva Shawnee) en 1831, y los terceros se unieron a los seneca de Oklahoma (Ottawa county) en 1832. En 1841 los baptistas fundaron el primer diario en lengua shawnee, Siwinowe Kesibwee (El sol Shawnee). En 1900 un grupo de absentee, dirigidos por Wapameepo (“Da luz cuando habla”), nieto de Tecumseh, intentó huir a México, pero la mayoría murió de viruela en el trayecto. Además, cuando en 1907 fue creado el Estado de Oklahoma, la reserva y el gobierno tribal fueron abolidos y obtuvieron la ciudadanía norteamericana. Sólo desde los años 70 uno de los grupos, los Absentee, han recibido el estatuto federal legal de tribu, y en 1974 escogieron como jefe a Danny Little Axe. Desde 1993 se aprueban programas para enseñar la lengua shawnee a los absentee.

## Lista de shawnee
- Wikimedia Commons alberga una categoría multimedia sobre Shawnee.
- Cornstalk
- Blue Jacket
- Tecumseh
- Tenskwatawa
- Black Hoof
- Barney Bush
- Dark Rain Thom
- Joan Leslie Woodruff